# Camí vell de Santa Llúcia de Mur
El Camí vell de Santa Llúcia de Mur és un camí del terme de Castell de Mur, Pallars Jussà, dins de l'antic terme de Guàrdia de Tremp, en territori de la vila de Guàrdia de Noguera.
Arrenca del Camí vell de Mur, al nord-oest de Guàrdia de Noguera, des d'on s'adreça al nord-oest, passa pel sud-oest dels Seixos, passa pel nord de los Avalls, pel sud de les Roureres de Roca i de Ço de Canja, travessa el Clot de Roca i arriba a Casa Gavarrell, de Santa Llúcia de Mur.

## Etimologia
Pren el nom del fet que el camí menava a Santa Llúcia de Mur.